# رخام الجلالة
رخام الجلالة هو حجر جيري مصري مستخرج من جبل سمى جلالة ويقع في السويس، بمصر. تم تسميته بهذا الاسم التجاري «رخام الجلالة» نسبة إلى هذا الجبل.
رخام الجلالة هو صخور رسوبية بيج كريمي فاتح بلون الحبوب مع ظلال ذهبية ملونة. يمكن استخدام رخام الجلالة بشكل شائع خارجياوعلى الجدران والأرضيات الداخلية، وأسطح المباني، والفسيفساء، والنوافير، وجدران حمامات السباحة، والسلالم، وعتبات النوافذ، وغيرها.
الخصائص الفيزيائية والميكانيكية لرخام الجلالة:
- قوة الضغط كجم/سم مربع = 824.6
- قوة الشد كجم/سم مربع = 111.6
- امتصاص الماء٪ = 0.12
- الكثافة كجم/مكعب = 2,627